# Slaget vid Clontarf
Slaget vid Clontarf (iriska: Cath Chluain Tarbh), Clontarfslaget, Briansslaget kallas den i såväl Islands som Irlands historiska sagor berömda strid som långfredagen den 23 april 1014 utkämpades utanför Dublin mellan de av den ryktbare kung Brian Boru anförda irerna och vikingar från Irland, skotska öarna och Island. Slaget, det blodigaste som Irlands historia till den tiden vet att omtala, slutade med vikingarnas fullständiga nederlag efter en manspillan av 6 000 krigare. Under striden nedhöggs även kung Brian, fastän han på grund av sin höga ålder inte personligen deltog i handgemänget.
Slaget skildras av flera olika källor såsom "Ulster-annalerna" från 1400-talet och "Cogad Gáedel re Gallaib" från 1100-talet, samt också i isländska sagorna "Orkneyingasagan", "Torsten Sido-Hallsons saga" och "Njals saga", alla från 1200-talet.